# Erastria curvilinea
Erastria curvilinea är en fjärilsart som beskrevs av W. Warren 1901. Erastria curvilinea ingår i släktet Erastria och familjen mätare. Inga underarter finns listade i Catalogue of Life.